# Gmina związkowa Kusel
Gmina związkowa Kusel (niem. Verbandsgemeinde Kusel) – dawna gmina związkowa w Niemczech, w kraju związkowym Nadrenia-Palatynat, w powiecie Kusel. Siedziba gminy związkowej znajdowała się w mieście Kusel.
1 stycznia 2018 gmina związkowa została połączona z gminą związkową Altenglan i utworzyła tym samym nowa gminę związkową Kusel-Altenglan.

## Podział administracyjny
Gmina związkowa zrzeszała 18 gmin, w tym jedną gminę miejską (Stadt) oraz 17 gmin wiejskich:
1. Albessen
2. Blaubach
3. Dennweiler-Frohnbach
4. Ehweiler
5. Etschberg
6. Haschbach am Remigiusberg
7. Herchweiler
8. Konken
9. Körborn
10. Kusel
11. Oberalben
12. Pfeffelbach
13. Reichweiler
14. Ruthweiler
15. Schellweiler
16. Selchenbach
17. Thallichtenberg
18. Theisbergstegen